# 靳石
靳石（きん せき）は、紀元前2世紀から紀元前1世紀の中国の前漢時代の人物である。武帝に仕えて江都侯または江鄒侯に封じられ、太常という高官になったが、何らかの不手際を罪に問われ免職になった。

## 解説
高祖劉邦の下で戦い汾陽侯に封じられた靳彊の曾孫だが、汾陽侯は継がなかったので、おそらく傍系の子孫であろう。元鼎五年（紀元前112年）に江都侯または江鄒侯として列侯になった。江都県は今の江蘇省にあったが、江鄒という地名は知られない。
太始4年（紀元前93年）5月丁卯に祭祀全般をつかさどる太常に任命された。4年後の征和4年（紀元前89年）に免職になり、侯の地位も失った。史書には元の太僕で罪を得て囚人となっていた公孫敬声を謁問して尊卑を乱した（『漢書』百官公卿表）、武帝の行幸の際に道と橋の状態が悪かった（『漢書』高祖高后文功臣年表）、太僕の仕事を代行して「治嗇夫可年益縱年」（『史記』高祖功臣侯者年表）といった異なる理由が挙げられる。